# Мартин (окръг, Тексас)
Вижте пояснителната страница за други значения на Мартин.
Окръг Мартин (на английски: Martin County) е окръг в щата Тексас, Съединени американски щати. Площта му е 2372 km², а населението - 4746 души (2000). Административен център е град Стантън.